# Andrea Gamarnik
Andrea Gamarnik (Capital Federal, Argentina, 5 de octubre de 1964) es una viróloga argentina, conocida por sus investigaciones relacionadas con el VIH, la hepatitis B, y el virus del dengue. Primera mujer en formar parte de la Academia Estadounidense de Microbiología desde Argentina. En 2022 fue distinguida como  Investigadora de la Nación Argentina y recibió el premio Konex de Platino en 2023.

## Trayectoria

### Primeros años
Gamarnik nació en octubre de 1964 y se crio en la ciudad de Lanús. En 1988, se graduó de Bioquímica con medalla de oro en la Facultad de Farmacia y Bioquímica de la Universidad de Buenos Aires (UBA), gracias al esfuerzo de su familia y de una beca del Colegio de Farmacéuticos de Lanús. En la misma unidad académica realizó su doctorado, obteniendo el título en 1993. Luego, entre 1994 y 1999, realizó un posdoctorado en Virología en la Universidad de California en San Francisco, donde estudió los mecanismos moleculares del virus de la poliomielitis.

### Carrera profesional
Trabajó en la empresa Biotecnológica ViroLogic en el desarrollo de ensayos fenotípicos para los virus VIH, y hepatitis B y C (2000-2001). Mediante la beca de reinstalación en Argentina Carrillo-Oñativia del Ministerio de Salud Pública regresó a la Argentina a fines de 2001 para incorporarse al Instituto Leloir, donde creó el primer laboratorio de Virología Molecular, y desde el cual ya se han publicado más de 30 investigaciones sobre el virus del dengue. Entre 2005 y 2011 fue International Research Scholar del Howard Hughes Medical Institute. Actualmente es jefa del Laboratorio de Virología Molecular de la Fundación Instituto Leloir, desde 2008 reviste la categoría de investigadora independiente del Consejo Nacional de Investigaciones Científicas y Técnicas (CONICET), editora asociada de la revista PLoS Pathogens y miembro del comité editorial de la revista Virology.
Una de las investigaciones más importantes que surgieron del laboratorio de Virología Molecular del Instituto Leloir que ella formó, fue en la que descubrieron el mecanismo de multiplicación del virus del dengue entre moléculas. Otra de las más importantes fue en 2015 cuando determinaron qué necesita el virus del dengue para pasar del mosquito al ser humano, es decir, cómo cambia para poder infectar a dos tipos de células.
Es miembro de la Academia Estadounidense de Microbiología, y es la primera mujer en hacerlo desde Argentina.
Participa activamente de discusiones políticas relacionadas con el fomento a la ciencia y las mujeres en la ciencia, desde discursos en entregas de premios o entrevistas con presidentes en ejercicio en Argentina, hasta firmando cartas públicas con el Grupo CyT.
Publicó investigaciones en prestigiosas revistas de su sector como Genes and Development, Virology, RNA y Journal of Biological Chemistry. Sus estudios sobre mecanismos de atenuación viral son la base para el diseño de vacunas, las cuales resultaron en una tecnología exportada a los Estados Unidos.
Durante la pandemia de coronavirus en 2020, junto al equipo que dirige en el Instituto Leloir, desarrolló en tan solo 45 días la primera prueba de anticuerpos para el virus SARS-CoV-2, de fabricación argentina, "COVIDAR IgG".

### Cronología profesional
- 1987-1988 Beca de Investigación para Estudiantes, Cátedra de Fitoquímica, Facultad de Farmacia y Bioquímica, UBA. Supervisor: Dra. Rosalía B. Frydman.
- 1989 Beca de Investigación- Biología Molecular de Plantas, Instituto Nacional de Tecnología Agropecuaria (INTA).
- 1989-1993 Beca Interna Doctoral Consejo Nacional de Investigaciones Científicas y Técnicas (CONICET), Buenos Aires, Argentina.
- 1989-1993 tesis doctoral, Cátedra de Fitoquímica, Facultad de Farmacia y Bioquímica, UBA, Directora: Dra. Rosalía B. Frydman.
- 2000-2001 Cargo de Investigador en Industria Biotecnológica, Departamento de investigación y desarrollo, ViroLogic Inc., South San Francisco, USA. Desarrollo de estudios fenotípicos de resistencia a drogas para el virus de HIV y Hepatitis C y B.
- Desde 2002 Investigadora Principal Laboratorio de Virología Molecular, Fundación Instituto Leloir. Tema de Investigación: Mecanismos de replicación del virus del dengue.
- 2002-2008 Miembro de la Carrera de Investigador del CONICET Categoría: Adjunto.
- 2003-presente Evaluación de Subsidios PICT y CONICET.
- 2005-2006 Cargo de Gerente de Administración de la Fundación Instituto Leloir.
- 2007-presente Miembro del Consejo de Administración de la Fundación Instituto Leloir.
- 2009 Miembro de la Coordinadora de área de Ciencias Biológicas de Células y Moléculas del sistema de evaluación de proyectos científicos y tecnológicos.

## Premios y distinciones
- 1989: Medalla de Oro al Mejor Promedio, Facultad de Farmacia y Bioquímica, Universidad de Buenos Aires, Argentina.
- 2005ː Fellowship ICGEB. Trieste Italy, Workshop in RNA Structure and Function.
- 2005-2011: Scholar internacional del Howard Huges Medical Institute de los Estados Unidos.[26]
- 2009ː Premio Nacional L’Oreal UNESCO Por la Mujer en la Ciencia, auspiciado por el CONICET.[11][9]
- 2009ː Distinción Golda Meir para mujeres destacadas en las ciencias y en las artes.
- 2009ː Premio Nacional por la Mujer en la Ciencia por su trabajo Estudio de las bases moleculares de la replicación del virus del dengue.[27]
- 2010 Personalidad Destacada de la Ciencia de la Ciudad de Buenos Aires.[28][11]
- 2013: Diploma al Mérito de la Fundación Konex.[29][30][31]
- 2014: Incorporación en la Academia Estadounidense de Microbiología.
- 2015: Premio L’Oreal-Unesco “Por las mujeres de la ciencia” «por sus importantes descubrimientos sobre el modo en que los virus transmitidos por los mosquitos se reproducen y causan enfermedades, en particular el virus del dengue» y ganó el como la más destacada de América Latina.[32][33][1][34][8][3][19]
- 2021: Incorporación en la Academia Estadounidense de las Artes y las Ciencias por su trayectoria y destacada contribución al campo de la virología molecular.[35]
- 2022: Investigadora de la Nación Argentina (máximo galardón del sistema científico nacional argentino, que se entrega anualmente).[36][37]
- 2023: Premio Konex de Platino, Fundación Konex.[38]

## Miembro de comités editoriales, evaluadores y otros
- 2007-presente: miembro del comité editorial de Virology.
- 2007-presente: revisora regular de Journal of Virology.
- 2008-2012: Evaluadora de proyectos: Human Frontiers, Wellcome Trust, Fundación Burge y Born, Horizon Breakthrough Project Grants, The Netherlands Genomics Initiative.
- 2008 y 2011: Miembro del Comité Organizador del IX y X Congreso Argentino de Virología, Argentina.
- 2008-2012: Miembro del comité organizador del primer, segundo y tercer “Pan-American Dengue Research Network Meeting”, Brazil 2008, México 2010, and Colombia 2012.
- 2009-presente: editora asociada de PLoS Pathogens.[39]
- 2011-2012: miembro de Comisión Asesora de Bioquímica y Biología Molecular del CONICET.
- 2011:miembro organizador de la conferencia “A Re-Emerging Challenge in the Americas: Opportunities for Dengue Research Collaboration” Sponsored by NIAID, Puerto Rico.